# Vanessa Hudgens
Vanessa Anne Hudgens (Salinas, 14 december 1988) is een Amerikaans actrice, zangeres en model.
Ze speelde in eerste instantie voornamelijk in het theater voor ze haar filmdebuut maakte in Thirteen. Sindsdien speelde ze in diverse televisieseries – waaronder The Suite Life of Zack & Cody, The Brothers Garcia en Drake & Josh – en films als Thunderbirds. Pas in 2006 vergaarde ze grote internationale bekendheid door de rol van Gabriella Montez in High School Musical en de vervolgen High School Musical 2 en High School Musical 3: Senior Year.
Dankzij deze films werd Hudgens bekend als zangeres en ze bracht nog in 2006 haar debuutalbum, V, uit. In 2008, na afloop van High School Musical, volgde het tweede album, Identified.

## Levensloop en carrière

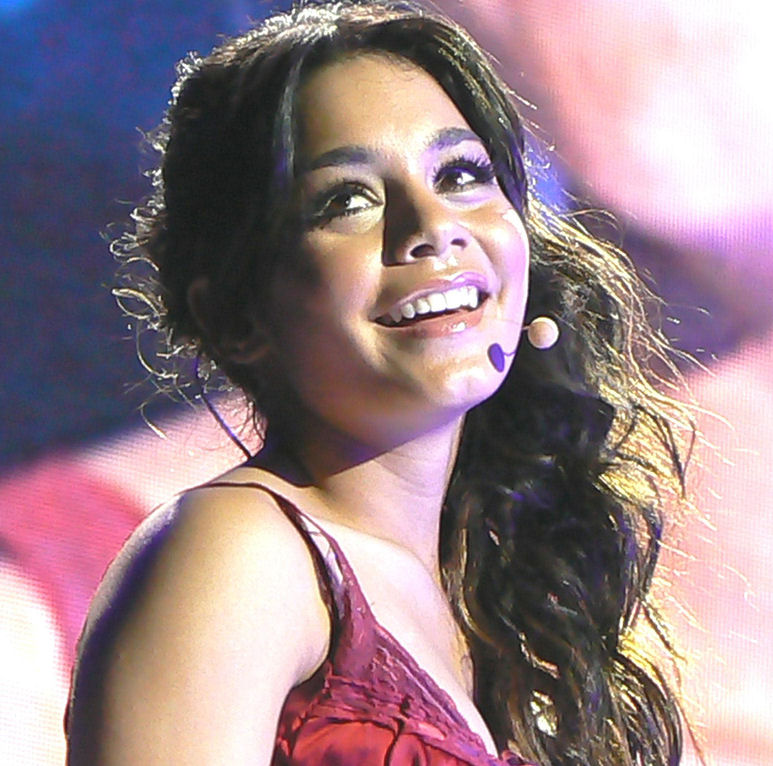
Vanessa Hudgens tijdens de tournee High School Musical: The Concert

### Jeugd en debuut
Hudgens vader heeft Ierse en inheems Amerikaanse wortels, haar moeder Filipijnse, Chinese en Spaanse. Haar grootouders, van zowel moeders als vaders kant, waren muzikanten.

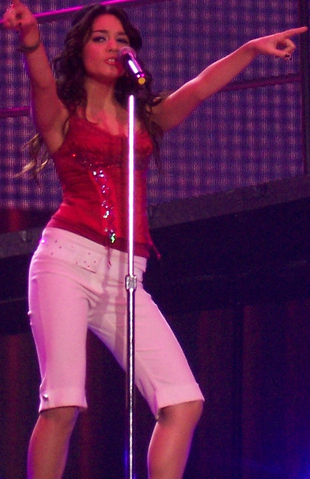
Hudgens tijdens de tournee High School Musical: The Concert

Toen ze nog naar de peuterspeelzaal ging, deed ze mee in een musical, iets dat ze haar ouders niet verteld had. Ze vertelde haar moeder dat ze een pop nodig had, die ze vervolgens ook kreeg. Ze kreeg haar ouders zover om haar op een avond naar school te brengen – er woedde toen een sneeuwstorm, dus ze waren bijna thuisgebleven. "Mijn ouders zagen me Geen wiegje als rustplaats zingen. Ik hield de kleine baby Jezus vast en ik was Maria. Sindsdien heb ik altijd gehouden van acteren, zingen en dansen. Ik danste als driejarige altijd door het huis, met eigen dansjes op Everyone Dance Now." Hudgens werd katholiek opgevoed.
In haar jeugd woonde Hudgens in verschillende plaatsen aan de Amerikaanse westkust. Het gezin verhuisde speciaal van Oregon naar Californië – waarbij ze Paso Robles specifiek benoemt – zodat Hudgens dans- en pianolessen kon volgen. Toen ze vier of vijf was, belandde het gezin in San Diego, waar Hudgens werd opgevoed. Toen ze acht was, begon ze met musicaltheater, voornamelijk als zangeres. Ze verscheen in lokale versies van onder andere Carousel, The Wizard of Oz, The King and I, The Music Man, Damn Yankees, Evita en Cinderella. Het gezin verhuisde in 2005 naar Los Angeles nadat Hudgens een rol in een televisiereclame had gewonnen. Hudgens kreeg thuisonderwijs na haar eerste jaar op Orange County High School of the Arts – een school die zich extra richt op allerlei vormen van kunstonderwijs. Hudgens zegt zich qua lievelingsvak niet te herkennen in haar personage, die goed is in wiskunde.
Na afloop van het thuisonderwijs studeerde Hudgens in Engeland Drama and Music aan het Kingsbrook Business and Enterprise College. Eenmaal terug in Los Angeles speelde ze gastrollen in Still Standing en Robbery Homicide Division, voor ze in 2003 een bescheiden rol kreeg in de film Thirteen, naast onder meer Holly Hunter and Evan Rachel Wood. Een jaar later kwam daar de rol van Tin-Tin in de film Thunderbirds bij, evenals diverse gastrollen.

### High School Musical-films en solo-albums
In 2005 auditeerde ze voor de rol van Gabriella Montez in de Disney Channel-televisiefilm High School Musical. Sinds de eerste auditie werd ze gekoppeld aan Zac Efron en ze zijn sindsdien nooit meer uit elkaar gehaald, zoals veel andere duo's die tijdens de audities werden gevormd. Hudgens bemachtigde de rol en liet daarmee zo'n twaalf andere meisjes achter zich, waaronder Ashley Tisdale – die later de rol van Sharpay Evans zou krijgen. High School Musical werd een succes en leverde Hudgens diverse nominaties en prijzen op.

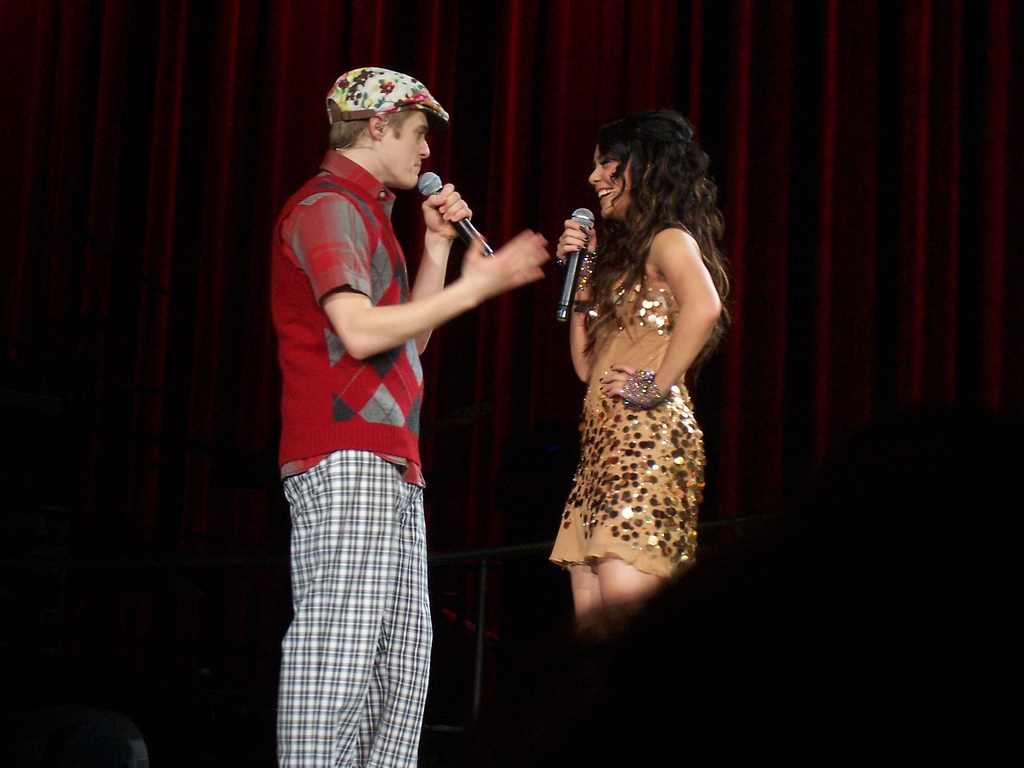
Hudgens met Lucas Grabeel tijdens de tournee High School Musical: The Concert

Omdat ze haar zangtalent had bewezen in de film, kreeg ze van diverse platenmaatschappijen een platencontract aangeboden. Ze koos uiteindelijk voor Hollywood Records en begon in de zomer van 2006 met de opnames van wat haar debuutalbum V zou worden. Ze had zich van tevoren vooral geconcentreerd op het acteren. Het album werd eind september van dat jaar uitgebracht. Het album werd goed ontvangen en werd goud in februari 2007. Ter promotie van het album stond Hudgens in het voorprogramma van The Cheetah Girls gedurende hun tournee The Party's Just Begun. Daarnaast toerde ze met haar collega's van High School Musical door de Verenigde Staten met High School Musical: The Concert; de set bestond uit songs uit de film en enkele nummers van Hudgens album. Ondertussen was Hudgens begonnen aan de opnames van High School Musical 2 en nam enkele nummers op voor de soundtrack. In 2007 nam ze ook het duet Still There For Me op met Corbin Bleu – een van haar tegenspelers in de High School Musical-films – voor zijn debuutalbum Another Side. Daarnaast zong ze op Christmas in Washington bij het National Building Museum in die stad, samen met onder meer Katharine McPhee en Ne-Yo. Tijdens de opnames van het High School Musical 3: Senior Year werkte ze ook aan haar tweede album, Identified, dat begin juli 2008 werd uitgebracht. Zelf vond ze het album een meer volwassen sound hebben vergeleken met haar debuut. Ter promotie toerde ze met de Identified Summer Tour door de Verenigde Staten en Mexico en zong ze op de 81e Academy Awards met enkele andere jonge acteurs en zangers. Hudgens noemt Céline Dion en Alicia Keys als haar grootste muzikale voorbeelden en heeft een zwak voor "soulful, jazzy sound".

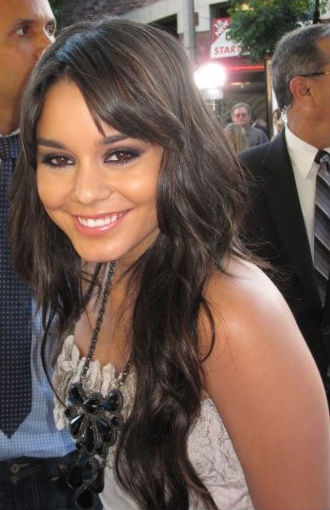
Vanessa Hudgens tijdens de première van Bandslam, augustus 2009

### Na High School Musical (HSM)
Na afloop van High School Musical werd Hudgens geselecteerd voor de rol van Sam in Bandslam. Ondanks dat de film commercieel geen succes was, kreeg Hudgens veel lof van de critici. Ze "onderscheidt zich van de rest van de acteurs" en doet volgens sommigen denken aan Thandie Newton en Dorothy Parker. Verder zong Hudgens met Hugh Jackman, Beyoncé, Zac Efron, Amanda Seyfried en Dominic Cooper het nummer Musicals Are Back! op het 81e Academy Awards-gala, een medley van bekende musicalnummers. Tevens verscheen ze Zac Efron's Pool Party, een korte komische video voor de website Funny or Die.
In 2009 werd bekendgemaakt dat ze Linda Taylor zal spelen in Beastly, een rol die oorspronkelijk was aangeboden aan Leighton Meester. De film – een moderne versie van Beauty and the Beast – is gebaseerd op het gelijknamige boek van Alex Flinn. Hudgens speelt in deze film naast Alex Pettyfer, Neil Patrick Harris en Mary-Kate Olsen. De film werd opgenomen tussen juni 2009 en augustus 2009 in Montreal, Canada. De producenten van de film hadden aanvankelijk Zac Efron op het oog voor de mannelijke hoofdrol. Hudgens liet weten dat ze de rol niet had geaccepteerd als Efron haar tegenspeler zou zijn geweest.
Daarnaast is ze ingezet voor de rol van Blondie in de actiefilm Sucker Punch. Hiermee lijkt Hudgens te willen breken met haar Disney-imago, iets dat ze eerder aangaf in een interview. De film werd geschreven door Zack Snyder, die tevens verantwoordelijk is voor de regie. Verder kreeg Hudgens begin 2008 de rol van Nara Kilday aangeboden in de filmbewerking van de stripreeks Dead@17. De film, met een script van Michael Dougherty, regie van Josh Howard en productie van Lorenzo di Bonaventura, is nog niet in productie gegaan. In juni 2009 maakte Howard bekend dat Hudgens verbonden is aan het project.
Hudgens liet weten dat ze haar zangcarrière op een laag pitje zet om zich te focussen op de komende filmprojecten, waarbij ze in principe geen uitzondering maakt voor soundtracks. Maar, omdat ze altijd in is voor iets muzikaals, geldt dat alleen als ze niet hoeft te zingen in de film. In oktober 2009 raakte bekend dat Hudgens niet langer onder contract staat bij Hollywood Records. Na enkele jaren afwezigheid zal Hudgens in 2010 terugkeren naar het theater; werd gekozen voor rol van Mimi vertolken in de musical Rent, dat in augustus zal worden opgevoerd in het Hollywood Bowl-theater.

## Privéleven en imago

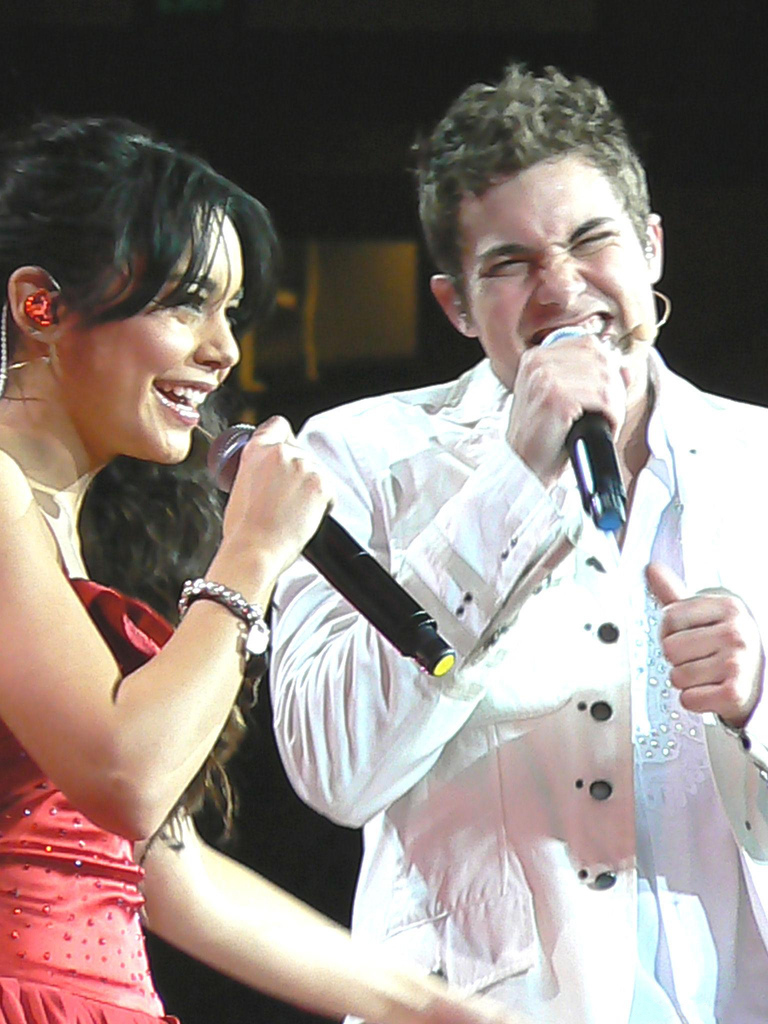
Hudgens zingt met Drew Seeley tijdens de tournee High School Musical: The Concert

### Schoonheids- en vermogenslijsten
Hudgens wordt door veel tijdschriften en websites in schoonheidslijsten gezet van FHM, Maxim, People, Premiere.com en Complex. Hudgens is slechts 1,55 m lang. In 2007 stond ze in de Forbes' Richest List en was in dat jaar bovendien een van de Young Hollywood's Top Earning-Stars. In 2008 stond ze twintigste in de lijst van grootverdieners onder de dertig, met een geschat vermogen van drie miljoen dollar.

### Reclame-uitingen en liefdadigheid
Ze is woordvoerster voor het kledingmerk *eckō unltd., meer bepaald voor de vrouwenlijn Eckō Red. Hudgens' nummer Sneakernight werd gebruikt als promotienummer voor de schoenenlijn van het merk. Naar verluidt heeft ze hier een half miljoen dollar voor gekregen. Daarnaast is ze ook woordvoerster voor Neutrogena, waar ze $150.000,– voor betaald zou krijgen. In 2008 was ze woordvoerster van de Sears campagne Don't Just Go Back, Arrive. Daarnaast is Hudgens betrokken bij verschillende activiteiten van Best Buddies International. Samen met drie andere actrices ontwierp ze enkele T-shirts met de tekst Spread The Love, waarvan de opbrengsten – $50,– per shirt – naar de organisatie gingen. Naast Best Buddies is Hudgens vrijwilliger voor het Lollipop Theater Network en de VH1 Save The Music Foundation.

### Relaties
Hudgens trouwde op 2 december 2023 met honkballer Cole Tucker. Het stel heeft samen een kind. 12 juli 2025 maakte ze via Instagram bekend in verwachting te zijn van hun tweede kindje. 

## Controverse

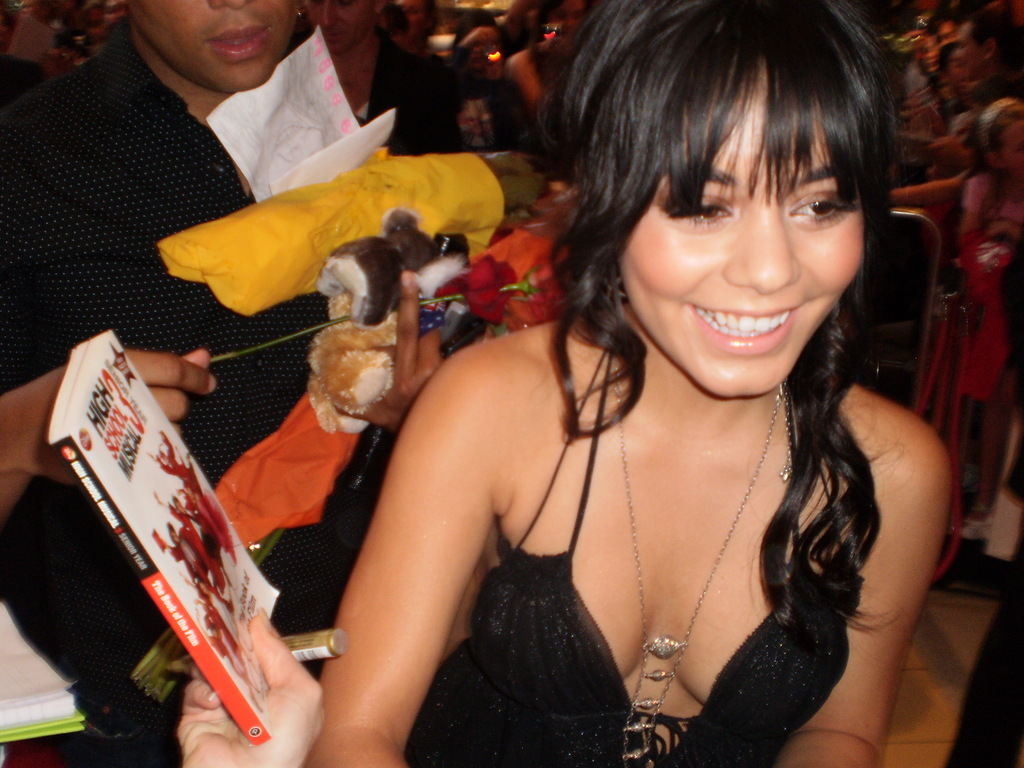
Hudgens bij de première van High School Musical 3 in Melbourne, Australië

### Naaktfoto's
Op 6 september 2007 verschenen er foto's van Hudgens online, één waarin ze poseert in lingerie en een ander waarin ze naakt te zien is. Haar persvoorlichter liet weten dat de foto's in privésfeer zijn gemaakt en noemt het feit dat ze op het internet verschenen, onfortuinlijk. OK! Magazine wist niet lang daarna te melden dat Hudgens niet zou verschijnen in High School Musical 3 vanwege de foto's, waarbij Adrienne Bailon en Sabrina Bryan werden genoemd om haar te vervangen. De Walt Disney Company ontkende deze geruchten. Hudgens liet later weten dat ze erg geschrokken is van het debacle en dat ze hoopt dat haar fans gewaarschuwd zijn en zelf betere beslissingen nemen.
In augustus 2009 verschenen er andere foto's op het internet, waarop Hudgens topless te zien is. Deze foto's zouden voor het eerste schandaal gemaakt zijn. Haar persvoorlichter liet weten dat Hudgens geen persbericht laat opstellen, omdat ze bij het vorige debacle alles al heeft gezegd wat er te zeggen valt. Haar advocaten hebben geëist dat alle foto's van het internet zouden verdwijnen, omdat Hudgens nog minderjarig was toen de foto's werden genomen. Hudgens liet wel weten dat ze het moeilijk heeft met sommige reacties die ze nu krijgt.

### Rechtszaken
Hudgens werd in 2007 aangeklaagd door Brian Schall, vanwege vermeende contractbreuk. Schall meende nog $150.000,– van Hudgens te goed te hebben, wegens kosten die hij heeft gemaakt als haar advocaat. Een jaar later werd Hudgens opnieuw aangeklaagd, nu door Johnny Vieira, die beweerde recht te hebben op een deel van haar voorschotten, royalty's en inkomsten uit merchandise in ruil voor zijn diensten als haar manager. Hudgens zou het management hebben verlaten toen ze bekendheid vergaarde met High School Musical en kwam hiermee haar afspraken niet na. Uiteindelijk werd de zaak rechtgezet en kreeg Vieira zo'n vijf miljoen dollar uitbetaald.

## Overzicht

### Filmografie
| Televisie | Televisie                                 | Televisie                                                      | Televisie |
| Jaar      | Productie                                 | Rol                                                            | Opmerkingen |
| --------- | ----------------------------------------- | -------------------------------------------------------------- | --- |
| 2002      | Still Standing                            | Tiffany                                                        | Afl. 1.04, Still Rocking                                                                                                |
| 2002      | Robbery Homicide Division                 | Nicole                                                         | Afl. 1.10, Had |
| 2003      | The Brothers Garcia                       | Lindsey                                                        | Afl. 4.37, New Tunes |
| 2005      | Quintuplets                               | Carmen                                                         | Afl. 1.22, The Coconut Kapow                                                                                            |
| 2006      | Drake & Josh                              | Rebecca                                                        | Afl. 3.13, Little Sibling                                                                                               |
| 2006      | The Suite Life of Zack & Cody             | Corrie                                                         | Afl. 2.06, Forever Plaid Afl. 2.10, Not So Suite 16 Afl. 2.12, Neither a Borrower Nor a Speller Bee Afl. 2.14, Kept Man |
| 2009      | Robot Chicken                             | Lara Lor-Van (stem) / Butterbear (stem) / Erin Esurance (stem) | Afl. 4.19, Especially the Animal Keith Crofford                                                                         |
| 2016      | Grease Live                               | Rizzo                                                          | Afl. 1, Speciale aflevering op FOX                                                                                      |
| 2017–     | Powerless                                 | Emily Locke                                                    | |
| 2018      | Dog Days                                  | Tara                                                           | |
| Film      |                                           |                                                                | |
| Jaar      | Productie                                 | Rol                                                            | Opmerkingen |
| 2003      | Thirteen                                  | Noel                                                           | |
| 2004      | Thunderbirds                              | Tin-Tin Belagant                                               | |
| 2006      | High School Musical                       | Gabriella Montez                                               | Disney Channel Original Movie                                                                                           |
| 2007      | High School Musical 2                     | Gabriella Montez                                               | Disney Channel Original Movie                                                                                           |
| 2008      | High School Musical 3: Senior Year        | Gabriella Montez                                               | Disney Channel Original Movie                                                                                           |
| 2009      | Bandslam                                  | Sam                                                            | |
| 2011      | Beastly                                   | Lindy Taylor                                                   | |
| 2011      | Sucker Punch                              | Blondie                                                        | |
| 2012      | Journey 2: The Mysterious Island"         | Kailani                                                        | |
| 2013      | Spring Breakers                           | Candy                                                          | |
| 2013      | Gimme Shelter                             | Agnes "Apple" Bailey                                           | |
| 2013      | Machete Kills                             | Cereza                                                         | |
| 2013      | The Frozen Ground                         | Cindy Paulson                                                  | |
| 2018      | The Princess Switch                       | Stacy De Novo / Lady Margaret                                  | Netflix |
| 2019      | Polar                                     | Camille                                                        | Netflix |
| 2019      | The Knight Before Christmas               | Brooke                                                         | Netflix |
| 2020      | The Princess Switch: Switched Again       | Stacy De Novo / Margaret / Fiona Pembroke                      | Netflix |
| 2021      | The Princess Switch 3: Romancing the Star | Stacy De Novo / Queen Margaret / Fiona Pembroke                | Netflix |
| 2021      | Tick, Tick... Boom!                       | Karessa Johnson                                                | Netflix |
| 2024      | Bad Boys: Ride or Die                     | Kelly                                                          | |

### Discografie
| Albums - 2006 · V - 2008 · Identified Singles - 2006 - Come Back to Me / Too Emotional / When There Was Me and You - 2007 - Say OK - 2008 - Sneakernight - 2008 - Identified (alleen Japan) Overige opnames - 2006 - Colors of the Wind, cover van Vanessa Williams – DisneyMania vol. 5 - 2007 - Still There For Me, duet met Corbin Bleu – Another Side | Soundtrackopnames - 2006 - Start of Something New, What I've Been Looking For (Reprise), Stick to the Status Quo, When There Was Me and You, Breaking Free, We're All in This Together, I Can't Take My Eyes Off of You – High School Musical - 2007 - What Time is it?, Work This Out, You are the Music in Me, Gotta Go My Own Way, Everyday, All for One – High School Musical 2 - 2008 - Now or Never, Right Here, Right Now, Can I Have This Dance?, A Night to Remember, Just Wanna Be With You, Walk Away, Senior Year Spring Musical, We're All in This Together (Graduation Mix), High School Musical – High School Musical 3: Senior Year - 2009 - Everything I own – Bandslam |

### Prijzen en nominaties
| Film | Film                     | Film                                                                                             | Film        |
| Jaar | Award                    | Categorie                                                                                        | Resultaat   |
| ---- | ------------------------ | ------------------------------------------------------------------------------------------------ | ----------- |
| 2006 | Imagen Foundation Awards | Best Actress - Television                                                                        | Genomineerd |
| 2006 | Teen Choice Awards       | Choice TV Chemistry (met Zac Efron)                                                              | Gewonnen    |
| 2007 | Teen Choice Awards       | Choice Music: Breakout Artist - Female                                                           | Gewonnen    |
| 2007 | Young Artist Award       | Best Performance in a TV Movie, Miniseries, or Special (Comedy or Drama) - Leading Young Actress | Genomineerd |
| 2008 | Teen Choice Awards       | Choice Hottie                                                                                    | Gewonnen    |
| 2009 | Kids' Choice Awards      | Favorite Movie Actress                                                                           | Gewonnen    |
| 2009 | MTV Movie Awards         | Breakthrough Female Performance                                                                  | Genomineerd |
| 2009 | MTV Movie Awards         | Best Kiss (met Zac Efron)                                                                        | Genomineerd |
| 2009 | Teen Choice Awards       | Choice Movie Actress: Music/Dance                                                                | Genomineerd |
| 2009 | Teen Choice Awards       | Choice Movie: Liplock (met Zac Efron)                                                            | Genomineerd |
| 2009 | Teen Choice Awards       | Choice Hottie                                                                                    | Genomineerd |